# Paragastrozona tripunctata
Paragastrozona tripunctata är en tvåvingeart som först beskrevs av Tokuichi Shiraki 1968.  Paragastrozona tripunctata ingår i släktet Paragastrozona och familjen borrflugor. Inga underarter finns listade i Catalogue of Life.